# Lophuromys nudicaudus
Lophuromys nudicaudus é uma espécie de roedor da família Muridae.
Pode ser encontrada nos seguintes países: Camarões, República Centro-Africana, República do Congo, República Democrática do Congo, Guiné Equatorial e Gabão.
Os seus habitats naturais são: florestas subtropicais ou tropicais húmidas de baixa altitude.